# Galinha
Galo e galinha (nome científico: Gallus gallus domesticus) são respectivamente, macho e fêmea da subespécie doméstica da espécie Gallus gallus (galo-banquiva). São aves da família dos fasianídeos e da ordem dos galiformes. Quando nascem, são chamados de "pintinhos" (sem distinção de sexo), na fase juvenil são chamados de "frangos" ou "frangas". A espécie tem uma enorme importância para o ser humano, sendo o animal doméstico mais difundido e abundante do planeta e uma das fontes de proteína mais baratas. Além de sua carne, fornecem ovos. As penas também têm utilizações industriais. Segundo dados de 2003, havia cerca de 24 bilhões de galinhas no mundo. Em alguns países da África moderna, 90% dos lares criam galinhas. As galinhas são aves omnívoras, tendo preferência por sementes e pequenos invertebrados.
As galinhas são uma importante fonte de alimento há séculos. As primeiras referências a galinhas domesticadas surgem em cerâmicas coríntias datadas do século VII a.C. A introdução desta ave como animal doméstico surgiu provavelmente na Ásia, de onde é nativo o galo-banquiva (Gallus gallus). Os humanos iniciaram a domesticação de galinhas de origem indiana com a finalidade utilizá-las em briga de galos na Ásia, África e Europa, sendo dada pouca atenção à produção de carne ou ovos. Recentes estudos genéticos apontam para múltiplas origens maternas no sudeste, leste e sul da Ásia, sendo com o clado encontrado nas Américas, Europa, Oriente Médio e África originário do subcontinente indiano.
Da Índia a galinha domesticada fez o seu caminho para a satrapia persa da Lídia no oeste da Ásia Menor; aves domésticas foram importadas para a Grécia no século V a.C. Galinhas eram conhecidas no Egito desde a Dinastia 18, como o "ave que dá à luz todos os dias" tendo chegado ao Egito da terra entre Síria e Sinar, Babilônia, de acordo com os anais da Tutemés III. Da Grécia Antiga, as galinhas espalharam-se pela Europa e os navegadores polinésios levaram estes animais em suas viagens de colonização pelo oceano Pacífico, incluindo a Ilha da Páscoa. A proximidade ancestral com o homem permitiu o cruzamento destinado à criação de diversas raças, adaptadas a diferentes necessidades.

## Características gerais
A estrutura física destas aves varia bastante de acordo com a raça estabelecida, com diferenças diversas como o tamanho da crista, a quantidade de massa muscular, presença ou ausência de penas em determinadas partes do corpo. De maneira generalizada, são aves de bico curto, pernas escamosas e asas curtas que impossibilitam longos voos, são dotadas de crista, barbela e face vermelhas. O galo apresenta esporão que cresce com o passar dos anos, esporão este que é visto de forma residual nas galinhas. O dimorfismo sexual se apresenta no tamanho das esporas, da crista e barbela, e das penas da cauda, além dos galos apresentarem plumagem mais colorida ou vistosa no pescoço e na sela.
Um estudo da Royal Society Open Science diz que as galinhas modernas são morfologicamente completamente deformadas e distintas dos seus ancestrais selvagens. Os estudiosos apontam que essas intervenções costumam ser ruins para os animais produzidos com tais diferenciações.

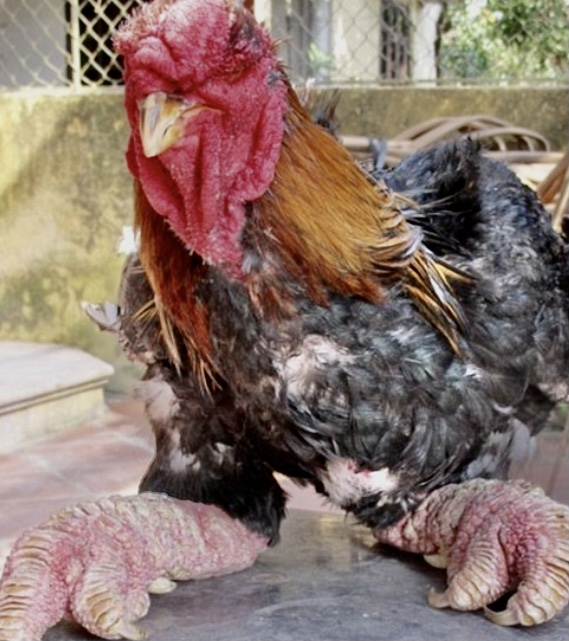
Dong Tao, raça de galinha que tem como principal característica os pés completamente deformados.

Galinhas podem viver até mais de 10 anos, numa expectativa entre 5 e 10. No entanto, uma galinha chamada Peanut, criada no Michigan, Estados Unidos, completou 21 anos em 2023, passando a fazer parte do Guinness World Records como a galinha mais velha viva. Ela provavelmente quebrou o recorde de galinha que mais viveu, que pertencia a Muffy, uma galinha do Maryland que viveu por 23 anos e 152 dias entre 1989 e 2012.

### Alimentação
Galinhas são onívoras e possuem um vasto leque de alimentos. Criadas em quintais e pequenos cercados em fazendas, são chamadas de "Galinha caipira", nessa forma de criação elas ciscam o solo em busca de sementes, minhocas, insetos ou mesmo pequenos. Geralmente, pequenos criadores as alimentam apenas com milho, mas oferecer outros tipos de alimentos é indispensável para suprir as necessidades do animal. Galinhas tendem a gostar de verduras frescas. Oferecer fontes de cálcio é sempre recomendado para auxiliar na produção dos ovos.

## Comportamento

### Sociabilidade

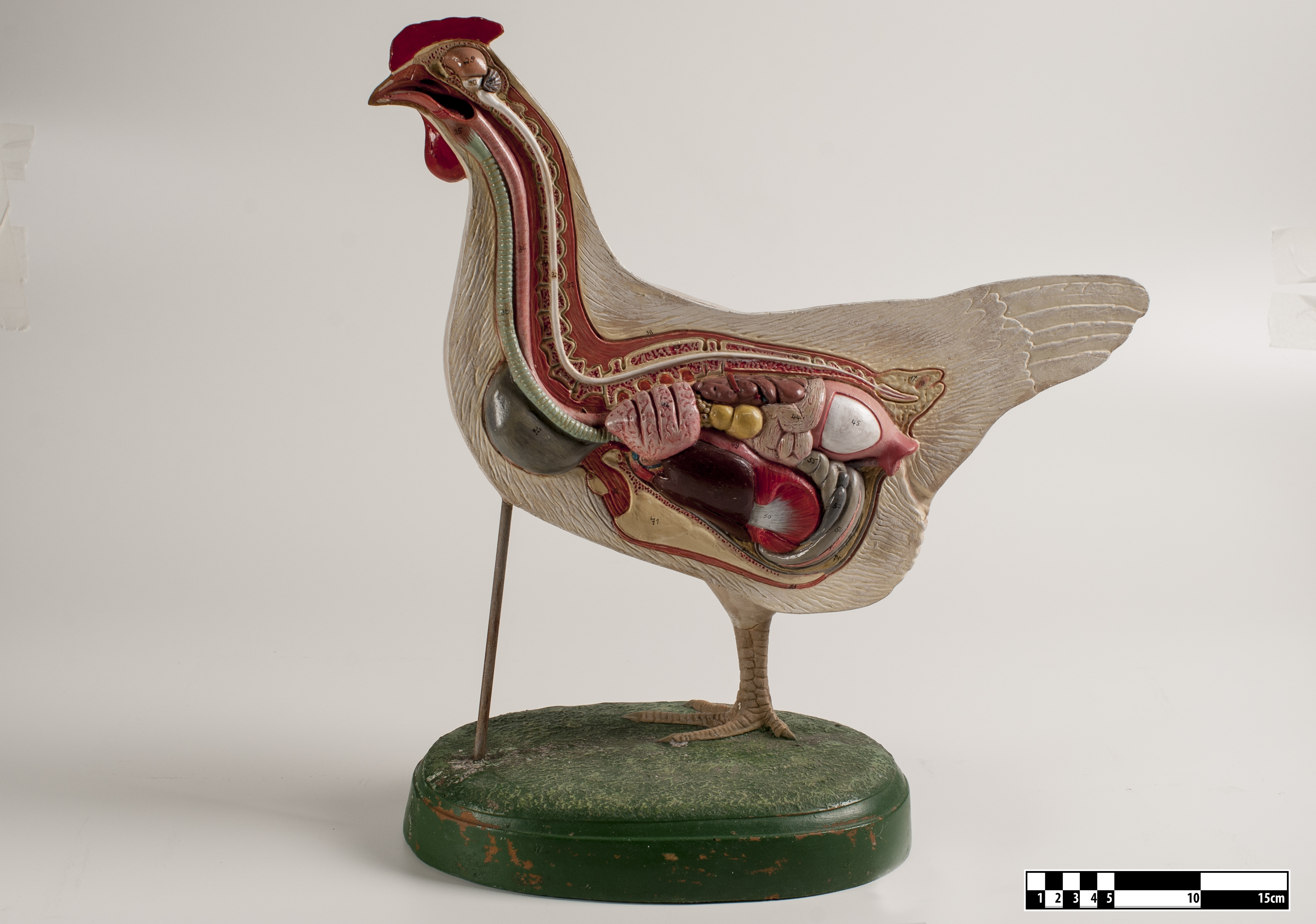
Modelo didático da anatomia de uma galinha. Em exposição no MAV/USP.

As galinhas são aves gregárias e vivem juntas em bandos. Elas têm uma abordagem comunal para a incubação de ovos e criação de filhotes. Galinhas individuais em um bando irão dominar outras, estabelecendo uma "hierarquia", com indivíduos dominantes tendo prioridade para locais de acesso a comida e nidificação. A remoção de galinhas ou galos de um bando causa uma interrupção temporária nessa ordem social até que uma nova hierarquia seja estabelecida. Adicionar galinhas, especialmente aves mais jovens, a um bando existente pode levar a brigas e ferimentos. Há um macho dominante, que domina todos os outros, e um macho submisso a todos os demais. As galinhas têm uma ordem hierárquica independente e não entram no domínio dos machos. Quando um galo encontra comida, ele pode chamar outras galinhas para comer primeiro. Ele faz isso cacarejando em um tom alto, bem como pegando e soltando a comida. Este comportamento também pode ser observado em galinhas mães para chamar seus filhotes e incentivá-los a comer.
O canto de um galo é uma chamada alta e às vezes estridente e envia um sinal territorial para outros galos. No entanto, os galos também podem cantar em resposta a distúrbios repentinos em seus arredores. As galinhas cacarejam depois de botar um ovo e também de chamar seus filhotes. As galinhas também dão diferentes avisos quando percebem que um predador se aproxima do ar ou no solo

### Voo
As galinhas domésticas não costumam voar, enquanto as selvagens podem voar por curtas distâncias. Em alguns casos, as galinhas têm ainda suas asas cortadas para evitar fugas. Em 2014, uma galinha voou por 13 segundos e percorreu uma distância de 91,897 metros, batendo um recorde de duração de voo.

### Reprodução

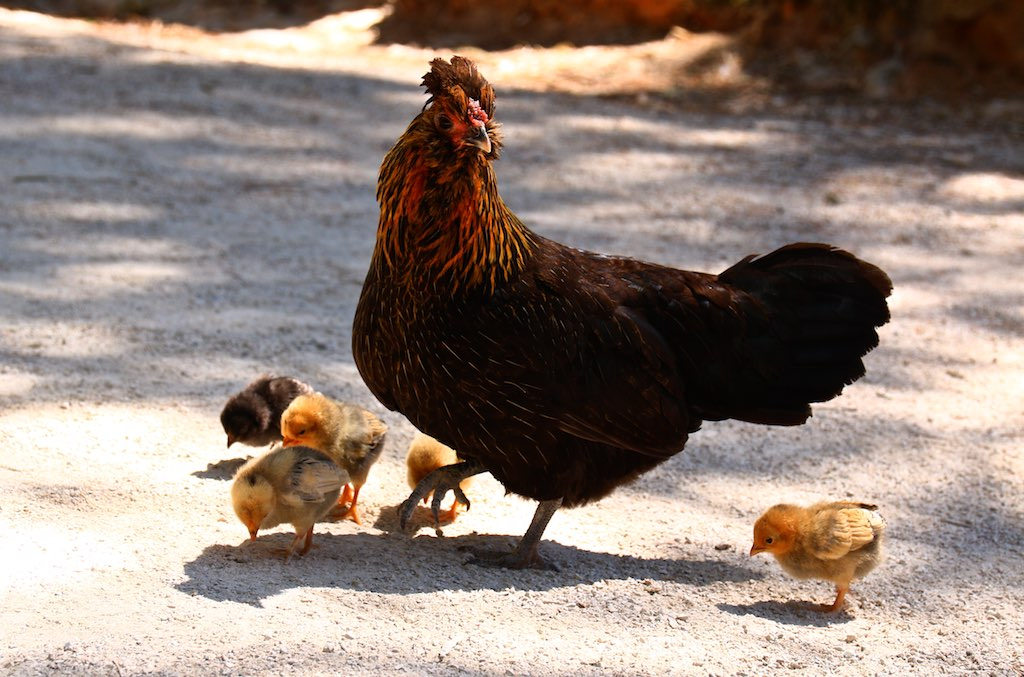
Uma galinha com os seus pintainhos

Quando a galinha nasce, todos os óvulos que serão gerados ao longo de sua vida já estão armazenados no seu ovário, só que em tamanho microscópico, porém, é apenas na idade adulta que eles ficam prontos para a ovulação.
As aves se reproduzem, geralmente, durante a primavera e o início do verão. A galinha não depende do galo para produzir os ovos, porém a participação do galo é imprescindível para que ocorra a fertilização deles. O macho é o fornecedor de espermatozoides que precisam se fundir com os óvulos da fêmea para que ocorra a fecundação.
O ritual de acasalamento mais comum é um galo realizar uma espécie de dança em torno da galinha, arrastando suas asas enquanto caminha em círculo ao redor da fêmea. Geralmente a galinha se afasta, então o galo a persegue e monta nela, para iniciar o processo de inseminação. Outro ritual envolve inteligência do galo. Ele atrai as galinhas para onde haja comida, cacarejando em um tom alto e, então, deixa que elas se alimentem primeiro. Enquanto elas estão ocupadas, o galo subitamente fica sobre a fêmea que escolheu para acasalar.

Embrião de galinha observado no ovo.

Os galos não têm um órgão reprodutor que se pareça com o pênis. Em vez disso, eles têm uma abertura chamada cloaca. O galo posiciona sua cloaca próxima à cloaca da galinha e deposita seu esperma em seu interior. Os espermatozoides do galo são muito resistentes e podem sobreviver vários dias dentro da galinha. Nesse período, ela está fértil e os ovos podem originar pintinhos.
Dentro do ovário, a gema em desenvolvimento está presa por membranas denominadas folículos, que rompem-se quando a maturidade do óvulo é atingida. A gema, ou o óvulo, cai no infundíbulo (processo chamado de ovulação), onde permanece por, aproximadamente, 20 minutos e ocorre a fertilização, caso haja espermatozoides. No infundíbulo se forma a calaza, membrana espessa que protege a gema e que dará origem à clara.
Em seguida, o óvulo (não fertilizado) ou ovo fertilizado, continua o seu caminho para o magno, onde é envolvido por parte da clara em um tempo de, aproximadamente, duas ou três horas. Ao deixar o magno, o ovo segue para o istmo, última região do aparelho reprodutor antes do útero. No istmo, são secretadas as membranas queratinosa e fibrosa, que compõem a membrana testácea encontrada na casca do ovo. Este processo adiciona proteínas e pequena quantidade de água ao albume. No útero ocorre a adição de grande quantidade de água. Dentro dele, o ovo recebe uma massa viscosa, secretada pela mucosa do órgão. Tal massa é a base para a formação da casca e se solidifica após ser preenchida por cristais de carbonato de cálcio. Essa é a etapa de maior duração do processo. O ovo fica no útero por cerca de 20 horas. No útero também acontece a formação da cutícula do ovo. Após esse período o ovo passa através de vagina. Para evitar que o ovo entre em contato com resíduos de fezes e de urina presentes na cloaca, a vagina se projeta para fora no momento da postura. As galinhas chocam os ovos porque os embriões necessitam de calor para se desenvolver.

## Relação com humanos

### História da domesticação

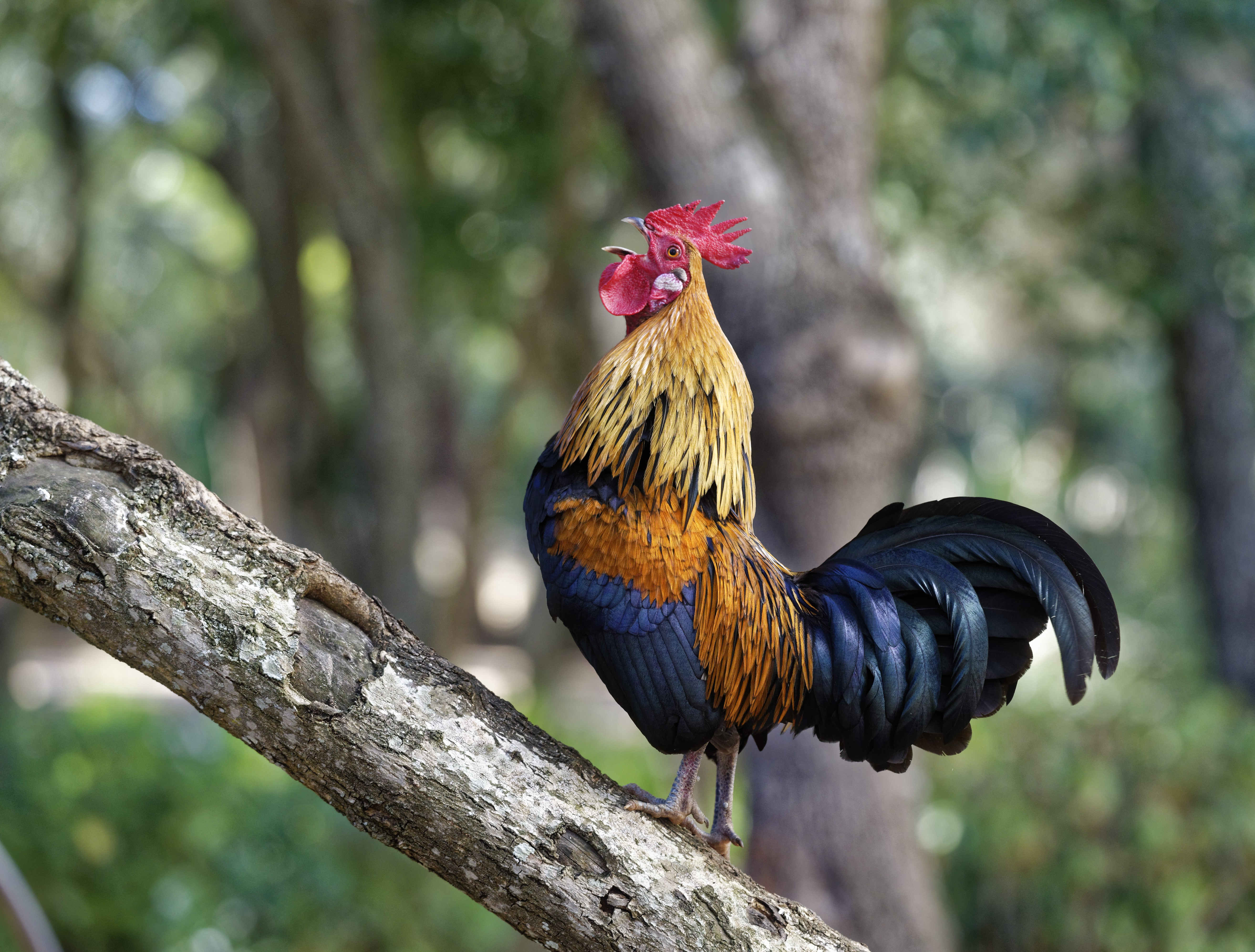
Um galo-banquiva do sudeste da Ásia. Essas aves aparentemente foram domesticadas para brigas de galos, cerca de 7 000 anos atrás.

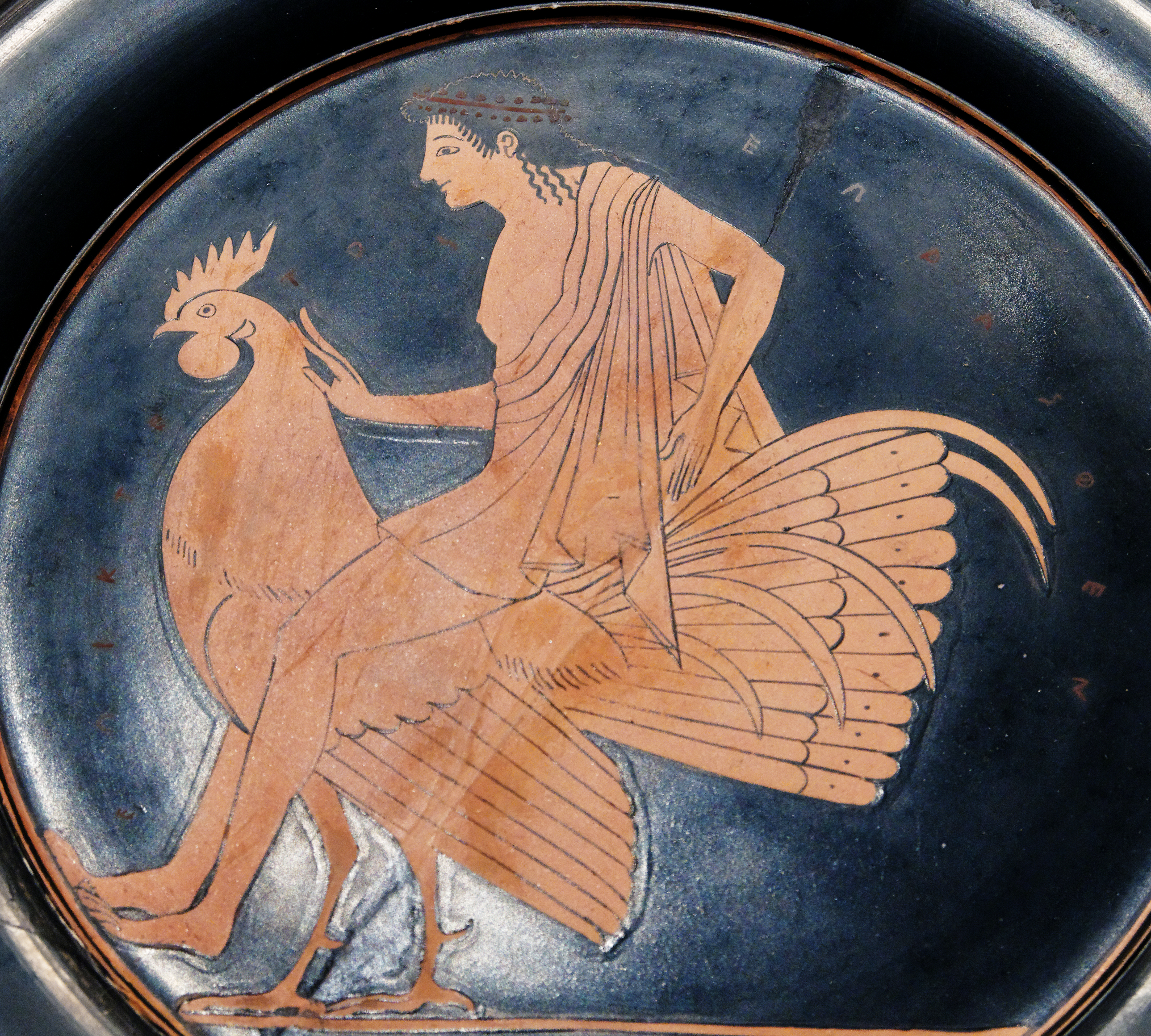
Um galo jovem representado em uma cerâmica da Grécia Antiga.

Mosaico da Roma Antiga encontrado em Neápolis.

Galiformes, a classe de aves às quais as galinhas pertencem, estão diretamente ligadas à sobrevivência das aves quando todos os outros dinossauros foram extintos: eram aves aquáticas ou terrestres, como as perdizes modernas, que sobreviveram ao impacto de um meteoro, que exterminou todos os pássaros que habitavam árvores e o restante dos dinossauros. Alguns deles evoluíram para os modernos galiformes, dos quais as galinhas domesticadas fazem parte, descendentes principalmente do Galo-banquiva (Gallus gallus) e classificadas cientificamente como a mesma espécie. Como tal, eles podem e se cruzam livremente. Análises genéticas recentes revelaram que pelo menos o gene da pele amarela foi incorporado às aves domésticas através da hibridação com o Bengal (G. sonneratii).
A visão tradicional é que as galinhas foram domesticadas pela primeira vez para brigas de galos na Ásia, África e Europa. Na última década, houve vários estudos genéticos para esclarecer as origens. De acordo com um estudo anterior, um único evento de domesticação que aconteceu no que é hoje a Tailândia deu origem ao frango moderno, com pequenas transições que separam as raças modernas. No entanto, mais tarde foi observado que o estudo se baseou em dados incompletos e pesquisas recentes apontam para múltiplas origens maternas, com o clado encontrado nas Américas, Europa, Oriente Médio e África, originário do subcontinente indiano, onde ocorre um grande número de haplótipos únicos. Postula-se que o galo-banquiva é uma ave especialmente bem adaptada para aproveitar as grandes quantidades de frutas que são produzidas durante o final do ciclo de semeadura do bambu, que dura 50 anos, para aumentar sua própria reprodução. Com a galinha, os humanos aproveitaram essa predisposição para a reprodução prolífica das aves quando expostas a grandes quantidades de alimentos.
Foi alegado (com base em suposições paleoclimáticas) que as galinhas foram domesticadas no sul da China em 6000 a.C.. No entanto, um estudo recente levanta dúvidas sobre se essas aves eram os ancestrais das galinhas atuais. A origem da domesticação também poderia ser a cultura da Civilização do Vale do Indo. Eventualmente, o frango mudou-se para a Bacia do Tarim, na Ásia Central. Chegou à Europa (Romênia, Turquia, Grécia, Ucrânia) por volta de 3000 a.C., por volta do primeiro milênio a.C os fenícios espalharam galinhas pelas costas do Mediterrâneo até a Península Ibérica. A criação de galinhas aumentou sob o Império Romano e foi reduzida na Idade Média. O sequenciamento genético de ossos de galinhas de sítios arqueológicos da Europa revelou que as galinhas da Alta Idade Média tornaram-se menos agressivas e começaram a pôr ovos no início do período reprodutivo.
Os vestígios de frango no Oriente Médio remontam a pouco antes de 2000 a.C., na Síria; as galinhas foram para o sul somente no primeiro milênio a.C. Chegaram ao Egito para brigas de galos por volta de 1400 a.C. e só foram amplamente criadas no Egito ptolemaico (300 a.C.). Pouco se sabe sobre a introdução da galinha na África. Foi durante o período helenístico (séculos IV-II a.C), no sul do Levante, que as galinhas começaram a ser amplamente domesticadas para alimentação. Isto ocorreu pelo menos 100 anos antes da domesticação de frangos se espalhar para a Europa.
Três possíveis rotas de introdução, no início do primeiro milênio, poderiam ter sido através do vale do Nilo egípcio, do comércio romano-grego ou indiano da África Oriental ou de Cartago e dos berberes, através do Saara. Os restos mais antigos são do Mali, Núbia, costa leste e África do Sul e datam de meados do primeiro milênio d.C.
O frango doméstico na América antes do contato com os europeus ainda é uma discussão em andamento, mas as araucanas, encontradas apenas nas Américas e na Ásia, sugerem uma origem asiática para as primeiras galinhas americanas.
A falta de dados sobre a Tailândia, a Rússia, o subcontinente indiano, o sudeste da Ásia e África subsaariana dificulta o estabelecimento de um mapa claro da disseminação de galinhas nessas áreas; melhor descrição e análise genética de raças locais ameaçadas de extinção podem também ajudar com pesquisas nessa área.

### Avicultura

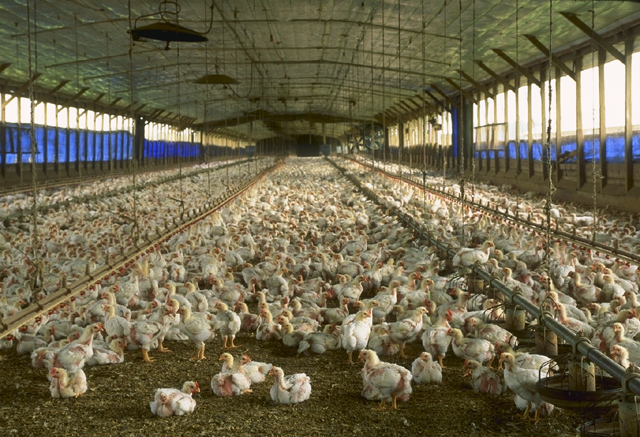
Uma granja industrial.

No mundo, mais de 50 bilhões de galinhas são criadas anualmente como fonte de carne e ovos. Somente nos Estados Unidos, mais de 8 bilhões de galinhas são abatidas a cada ano para consumo e mais de 300 milhões de galinhas são criadas para a produção de ovos.

#### No Brasil
No Brasil, em 2022, foram abatidas cerca de 6,1 bilhões de aves, número 0,02% inferior a 2021. Em 2023 estimou-se que o Brasil produza cerca de 14,8 milhões de toneladas de carne de frango, sendo que deste total cerca de 10,2 milhões de toneladas seriam consumidas internamente enquanto 4,6 milhões de toneladas deverão ser exportadas. As exportações de frango abatido renderam ao país cerca de 9,762 bilhões de dólares, em 2022. Quanto à produção de ovos, o Brasil produziu 4,06 bilhões de dúzias de ovos, em 2022.

#### Forma de criação
A grande maioria das aves domésticas é criada em fazendas industriais. De acordo com o Worldwatch Institute, 74% da carne mundial de aves domésticas e 68% dos ovos são produzidos dessa maneira. Outra forma é a criação ao ar livre, que garante um maior bem-estar ao animal.
O atrito entre esses dois métodos principais levou a questões de longo prazo do consumo responsável: os oponentes da avicultura intensiva argumentam que isso prejudica o meio ambiente, cria riscos à saúde humana e é cruel. Os defensores dizem que seus sistemas altamente eficientes economizam recursos terrestres e alimentares devido ao aumento da produtividade e ao cuidado dos animais em instalações modernas e com ambiente controlado.

### Como animais de estimação

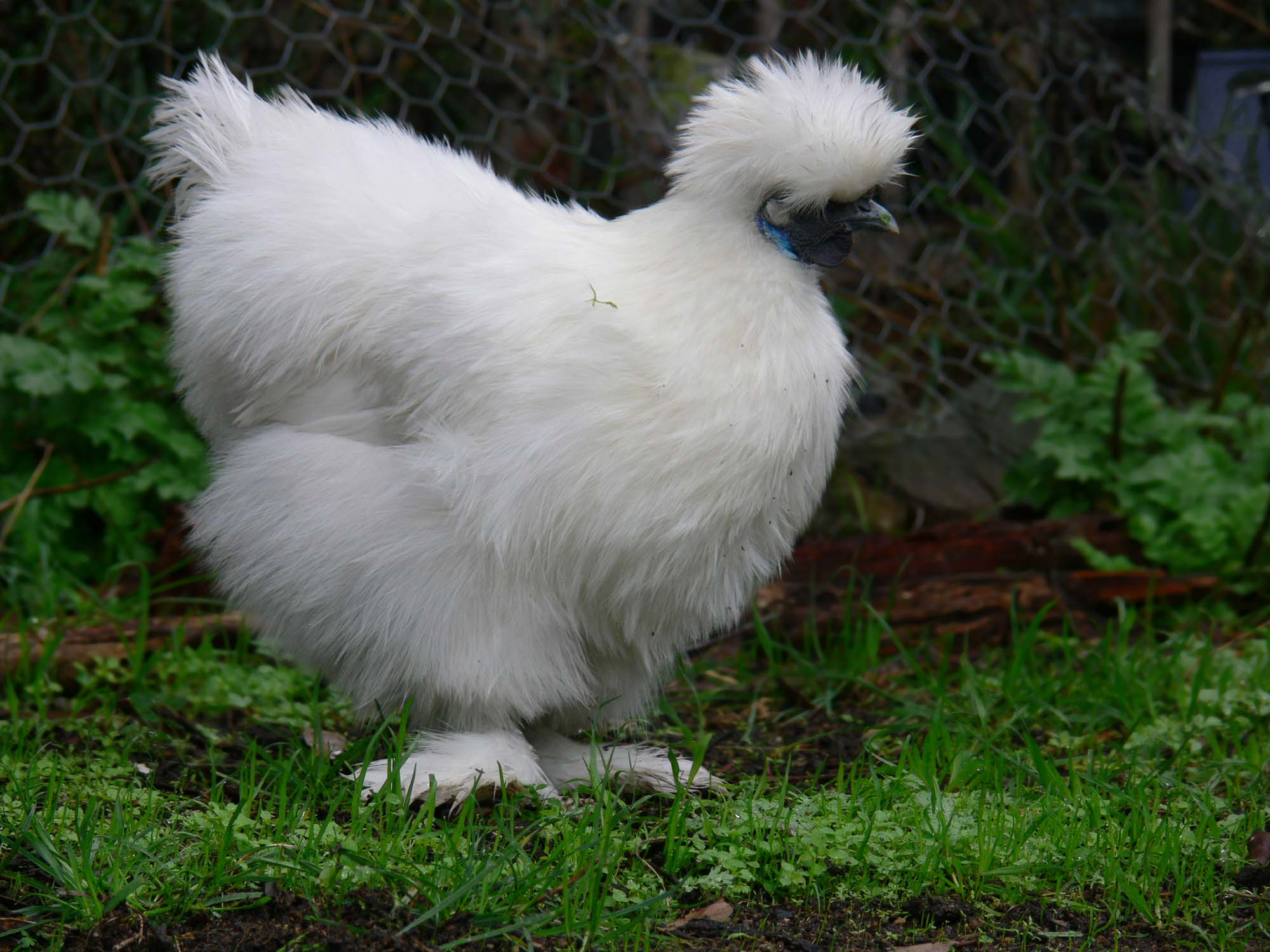
Uma galinha sedosa.

As galinhas são aves sociais, inquisitivas e inteligentes e muitos acham seu comportamento divertido. Certas raças, como a sedosa e muitas variedades de garnisé, geralmente são dóceis e são recomendadas como bons animais de estimação para crianças com deficiência.

## Doenças e enfermidades
As galinhas são suscetíveis a diversos parasitas, como piolhos, ácaros, carrapatos, pulgas, vermes e outras doenças. As galinhas não são acometidas por varicela, apesar do nome britânico da doença "chickenpox" (ou "varíola das galinhas" em tradução literal) essa doença é restrita aos humanos. As galinhas podem hospedar e transmitir Salmonella em seus dejetos. Nos Estados Unidos, o Centro de Controle e Prevenção de Doenças até desaconselham a criação destas aves dentro de casa ou que crianças as manuseiem.
No Brasil, a Embrapa classifica as enfermidades em duas partes: Doenças metabólicas e da produção e também as Doenças Infecciosas. As principais enfermidades de frango de corte que podem ser combatidas por meio da vacinação são: Doença de Marek, Doença de Gumboro, Varíola aviária, Bronquite infecciosa das galinhas, Doença de Newcastle e Coccidiose.

## Na cultura em geral

### Esportes
- O Atlético Mineiro, um dos clubes mais tradicionais do Brasil, tem o galo como mascote. A seu exemplo, muitos outros clubes profissionais de futebol do país adotaram o animal como mascote. O motivo seria a raça e a garra do animal, que numa briga, dificilmente desiste.[49]
- Na Australia há uma equipe de profissional de Rugby league chamada Sydney Roosters, a escolha do nome e mascote se deu pela similaridade do uniforme da equipe (até então não batizada) com o da seleção francesa da modalidade.[50]
- A Seleção Francesa de Futebol, uma das potências deste esporte, tem o galo como símbolo maior, utilizado em seu escudo. A seu exemplo, a Seleção Francesa de Rugby, o Comité Olímpico Nacional e Desportivo da França entre outras entidades, também adotaram o animal como símbolo, este se tornando uma espécie de símbolo nacional esportivo daquele país. Em 1998, quando a França recebeu a Copa do Mundo de Futebol, o mascote da competição era também um galo, que se chamou Footix.[51]
- O clube inglês Tottenham Hotspur tem como escudo a representação de um galo sobre um gola de futebol. O clube carregaria o nome "Hotspur' em homenagem a um personagem criado por Shakeaspeare, que criava galos de briga.[52]

### No entretenimento
- A animação americana A Fuga das Galinhas retrata a vida de um grupo de galinhas criadas em uma fazenda que elaboram um plano de fuga para fugir do abate.[53]
- Há a Galinha Pintadinha, personagem musical brasileiro de sucesso mundial, que retrata uma galinha de cor azul e pintas brancas.[54] O canal no Youtube contava com 27,3 bilhões de visualizações em seus vídeos, até Julho de 2023.